# Isla Quintana
La isla Quintana es una pequeña isla aislada, que se encuentra a 10 kilómetros al noreste de los islotes Betbeder, y al oeste de los islotes Cruls, en la parte suroeste del archipiélago Wilhelm, frente a la costa oeste de la península Antártica. Las islas Argentina se hallan al estesudeste.

## Historia y toponimia
Fue descubierta y cartografiada por la Tercera Expedición Antártica Francesa (1903-1905), al mando de Jean-Baptiste Charcot, y nombrada en honor a Manuel Quintana, presidente de la República Argentina entre 1904 y 1906. En ese momento se consideró que se trataba de un conjunto de pequeñas islas e islotes rocosos.
El nombre Quintana ha aparecido erróneamente en otras islas en publicaciones argentinas, británicas y francesas. En publicaciones chilenas, han aparecido los islotes Colo Colo, la rocas Galvarino y los islotes Michimalongo, de forma errónea en coordenadas cercanas. En una publicación argentina de 1957 el topónimo aparece nombrando de forma conjunta a los islotes Roca y Cruls.
La ubicación fue precisada por el British Antarctic Survey en 1958, quien además indicó que se trataba de una sola isla.

## Instalaciones
En 1955 la Armada Argentina instaló una baliza.

## Reclamaciones territoriales
Argentina incluye la isla en el departamento Antártida Argentina dentro de la provincia de Tierra del Fuego, Antártida e Islas del Atlántico Sur; para Chile forman parte de la comuna Antártica de la provincia Antártica Chilena dentro de la Región de Magallanes y de la Antártica Chilena; y para el Reino Unido integran el Territorio Antártico Británico. Las tres reclamaciones están sujetas a las disposiciones del Tratado Antártico.
Nomenclatura de los países reclamantes: 
- Argentina: isla Quintana[5][6]
- Chile: isla Quintana[7]
- Reino Unido: Quintana Island[3]